# 盲学校、聾学校及び養護学校幼稚部教育要領
盲学校、聾学校及び養護学校幼稚部教育要領（もうがっこう、ろうがっこうおよびようごがっこうようちぶきょういくようりょう）とは、かつて文部省が告示していた特殊教育諸学校幼稚部における教育課程の基準のことである。
2007年4月の特別支援学校制度の開始に伴い、2009年3月に特別支援学校幼稚部教育要領が文部科学省により告示され、2009年4月以降、現在は順次こちらが適用されている。

## 盲学校、聾学校及び養護学校幼稚部教育要領の概要
盲学校、聾学校及び養護学校幼稚部教育要領は、特殊教育諸学校幼稚部で実際に教えられる内容とその詳細について、学校教育法施行規則の規定を根拠に定めていた。この他、幼稚園教育要領、小学校学習指導要領、中学校学習指導要領、高等学校学習指導要領、盲学校、聾学校及び養護学校小学部・中学部学習指導要領、盲学校、聾学校及び養護学校高等部学習指導要領があった。保育所は厚生労働省が所管している保育所保育指針と呼ばれるものがある。